# Jakub Świnka
Jakub Świnka armoiries Świnka (? – 4 mars 1314 à Uniejów) est archevêque de Gniezno de 1283 à 1314. Partisan de l'autonomie de l'Église polonaise et de la réunification sous l'autorité du roi de Pologne de tous les territoires polonais, il est adversaire du roi de Bohême Wacław II qui convoite le trône polonais et contre qui Świnka soutient les candidatures des ducs polonais Przemysł II puis Władysław Ier. C'est un des hommes politiques polonais les plus brillants de son époque.

## Biographie
On ne connait presque rien de la vie de Jakub Świnka avant sa nomination à l'archevêché de Gniezno. Il est consacré en 1283 à Kalisz, en présence duc de Grande-Pologne Przemysl II, par les évêques de Poznań, Płock, Wrocław et Włocławek.
En tant que métropolite de Gniezno et chef de l'Église en Pologne, Świnka travaille activement au renforcement des structures polonaises de l'organisation et à la renaissance morale du clergé. Il combat l’influence allemande au sein de l’Église polonaise. En 1285, au synode de Łęczyca, il insiste sur le danger que la Pologne ne devienne une province germanique si les habitants d’origine allemande continuent à mépriser la langue, les coutumes et le clergé polonais. Il rend le polonais obligatoire, tant dans les prêches que dans les écoles paroissiales et interdit les fonctions de recteur et d'enseignant à ceux qui ne parlent pas le polonais.Il s’emploie aussi à développer le culte de saint Wojciech, le premier patron de la Pologne.
Dans le conflit qui oppose l’évêque de Wrocław Thomas II Zaremba au duc Henri IV le Juste, il essaie, sans succès, de réconcilier les deux parties.
En 1287, c’est à son initiative que les ducs polonais Lech II le Noir, Henryk IV , Przemysl II et Henri III de Głogów tentent de se mettre d’accord sur la succession au trône de Cracovie. C’est un échec mais Świnka ne se décourage pas. En janvier 1293, toujours à l’initiative de l'archevêque, les ducs Przemysł II, Władysław le Bref et son frère Casimir II de Łęczyca se réunissent à Kalisz et concluent une alliance pour mener une action commune afin de reprendre la Petite-Pologne à Wacław II. En échange de leur soutien, Przemysł II de Grande Pologne, qui n'a pas de fils, fait de Władysław le Bref son héritier en Grande-Pologne, en Petite-Pologne et dans le duché de la Poméranie de Gdansk. Cet accord est scellé par un mariage.
Le 26 juin 1295, après deux cent ans sans roi polonais sur le trône de Pologne, Jakub Świnka couronne à Gniezno Przemysł II, désormais duc de Grande-Pologne, duc de Petite-Pologne et duc de Poméranie, roi de Pologne, sans attendre l’accord du pape et de l’empereur. Mais cette réunification n'est pas durable et le nouveau roi est assassiné en février 1296. Après l’assassinat de Przemysł II, Świnka soutient Władysław le Bref mais Wacław II attaque la Mazovie, chasse Władysław le Bref et s'empare de la Grande-Pologne ainsi que de la Poméranie de Gdansk.
Władysław le Bref part en exil alors en 1300 à Gniezno, Jakub Świnka doit à contrecœur couronner Wacław II, soutenu par l’évêque de Cracovie Jan Muskata et par l'évêque de Wrocław Henryk de Wierzbno, sous le nom de Wacław Ier de Pologne.
Après les décès de Wacław II et de Wacław III, Jakub Świnka prend sa revanche et s’attaque à Jan Muskata qu’il considère comme un traître. En juin 1308, à la suite d'un procès canonique intenté par l’archevêque, Jan Muskata est privé de sa mitre et excommunié.
Craignant une influence germanique en Grande Pologne, Jakub Świnka et l'évêque de Poznań André Zaremba prennent la tête du camp des opposants à Henryk III de Głogów, allié du Saint-Empire. En 1312, ils jettent l’anathème sur les fils d'Henryk III, mettant fin à leur règne en Grande Pologne.
Jakub Świnka décède le 4 mars 1314 et est inhumé dans l’église Saint George de Gniezno. Borzysław Belina lui succède en tant que métropolite de Gniezno.